# Kalwaria Trzebnicka
Kalwaria Trzebnicka – zespół 16 murowanych kaplic Drogi Krzyżowej ufundowany przez cysterki w Trzebnicy w 1 poł. XVIII wieku.

## Historia
Barokowe stacje Drogi Krzyżowej w Trzebnickim Lesie Bukowym (Pustelnik) w południowo-zachodniej części miasta zostały wzniesione dzięki fundacji ksieni cysterek Zofii Korycińskiej. Budowę zainicjowano w 1734 roku. Był to okres ostrej walki narodowościowej, w której element niemiecki starał się o wywieranie coraz większego wpływy na władze klasztorne. Korycińska została wybrana ksienią trzebnicką 13 lutego 1727 roku. Za jej urzędowania w Trzebnicy aktywni byli: bawarski rzeźbiarz Franz Mangoldt i niderlandzki malarz Chrystian van Bentum.
W stulecie istnienia stacji powstało specjalne stowarzyszenie zajmujące się ich ochroną. Kalwarię odremontowano w latach 1842–1843. Pod koniec XIX wieku kalwarią opiekowała się parafia katolicka. W 1926 roku zamontowano nowe krzyże na poszczególnych kaplicach stacyjnych, a kalwarię ponownie poświęcono. W 1974 roku stacje zostały wyposażone w nowe obrazy ze scenami Męki Pańskiej malowanymi na blasze autorstwa L. Maciszewskiego. Pod koniec XX wieku ponowne pomalowanie stacji opłacili radni miasta i gminy Trzebnica. W 2022 roku stacje zostały odnowione przez mieszkańców Trzebnicy i lokalnych przedsiębiorców.
Stacje Trzebnickiej Kalwarii zlokalizowane są wzdłuż alejek leśnych, sąsiadując z Kościołem Czternastu Świętych Wspomożycieli i kopią groty lourdzkiej. Kaplice o wysokości 3,5 m mają dwuspadowe daszki. Dodatkowymi są kapliczki ze scenami „Ogrójca” i „Naigrywania”. 
Nabożeństwa plenerowej Drogi Krzyżowej odprawiane są w Wielkim Poście oraz z okazji odpustów w uroczystość św. Jadwigi Śląskiej.